# Belső kommunikáció
A belső kommunikáció egy adott szervezet vezetősége és az alkalmazottak, munkatársak, tagok, valamint azok érdekvédelmi szervezetei közötti interaktív (kölcsönös) kommunikációs kapcsolat kiépítése és működtetése. Roppant friss szakterület, csupán az 1990-es években vált teljesen ki a vállalati menedzsment humánerőforrás (HR) részlegéből és lett önálló.

## Feladata
A vállalat belső kommunikációjának javítása, ezáltal a hatékonyság növelése.
- előrejelzés és trend analízis
- prioritások felállítása
- kommunikációs tanácsadás és tréning (vezetőknek például kommunikációs tréning, alkalmazottaknak például csapatépítő tréning stb.)
- a kommunikációs stratégia kialakítása
- a szerteágazó kommunikációs tevékenységek összehangolása egy szervezeten belül
- külső-belső kommunikációs anyagok gyártása (például vállalati újság/hírlevél stb.)
- a kommunikációs tevékenység rendszeres értékelése

## Alapelvei
- A dolgozók, tagok tájékoztatása a vezetők alapvető tevékenységéhez tartozik
- A belső kommunikáció a szervezet céljaiból indul ki, és azokat kell szolgálja
- Az irányítási folyamatnak a belső kommunikáció hatékony eszköze

### Alapfeltevései
- A vezetők elvárják és támogatják a nyitott, kétirányú kommunikációt
- Kommunikációs hálózatok és csatornák megléte, melyek biztosítják az információ folyamatos áramlását
- A szervezet vezetője és összes dolgozója rendelkezik az optimális kommunikációs képességekkel